# Dolichomitus splendidus
Dolichomitus splendidus là một loài tò vò trong họ Ichneumonidae.